# Vietri sul Mare
Vietri sul Mare là một đô thị (comune) thuộc tỉnh Salerno trong vùng Campania của Ý. Vietri sul Mare có diện tích8 km2, dân số là 8365 người (thời điểm ngày 1 tháng 4 năm 2009).